# Xã Burlington, Quận Becker, Minnesota
Xã Burlington (tiếng Anh: Burlington Township) là một xã thuộc quận Becker, tiểu bang Minnesota, Hoa Kỳ. Năm 2010, dân số của xã này là 1.545 người.